# Samsonova kašna

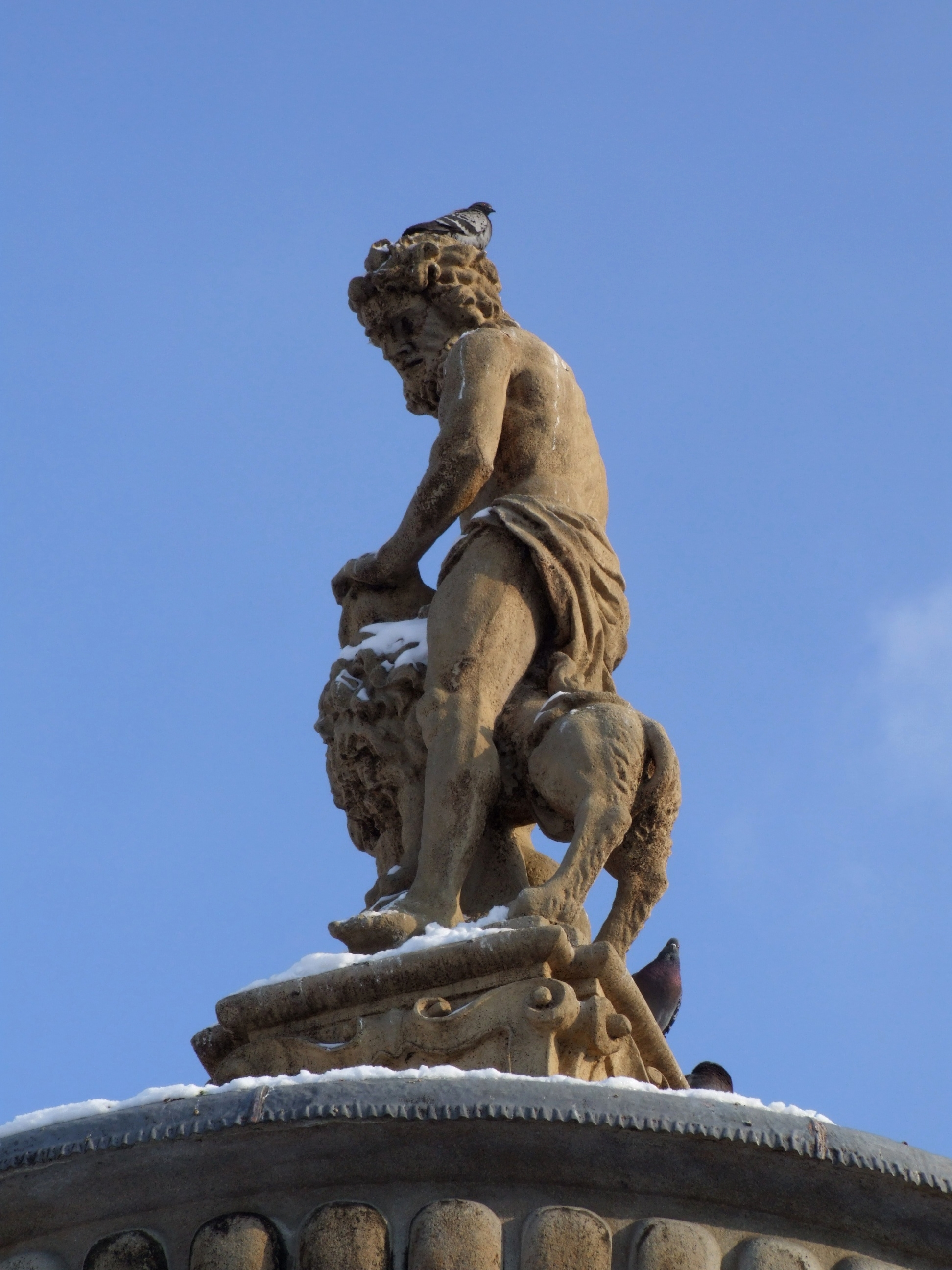
Samsonova socha

Samsonova kašna (z let 1721–1727) je barokní kašna, kulturní památka České republiky, stojící na náměstí Přemysla Otakara II. v Českých Budějovicích. Je jednou z největších svého druhu v zemi a představuje významnou památku a symbol města.

## Popis
Základem fontány je kamenná nádrž s charakteristickým barokním půdorysem (při značném zjednodušení se blíží osmiúhelníku) o velkolepém průměru 17 metrů. V jejím středu vystupuje z vodní hladiny hranolový sokl se čtyřmi chrliči na bočních stranách, na němž stojí čtyři postavy atlantů podpírajících rozměrnou kruhovou mísu ze které v jejím středu, na samém vrcholu celé kašny, vyrůstá podstavec s plastikou představující biblického Samsona krotícího lva. Samson přitom hledí na sever ku Praze.
Na obrubě základní nádrže jsou umístěny ještě čtyři ozdobné kamenné vázy. Okolo celé kašny je pak po obvodu rozmístěno 24 kamenných sloupků, spojených masivním řetězem.

## Historie
S rostoucím počtem obyvatel Budějovic v 16. a 17. století se rovněž úměrně zvyšovala spotřeba vody sloužící domácnostem i hospodářským a řemeslným účelům. S tím souvisely také rostoucí komplikace se zásobováním města vodou. Roku 1716 proto městská rada rozhodla vybudovat ve městě kašnu, z níž by byla voda rozváděna do některých ulic. Pro kašnu bylo vybráno místo uprostřed náměstí (původně zde stával pranýř), aby zde kromě praktického využití vhodně sloužila také k ozdobě.
Návrh technického řešení nové kašny upravil jezuita František Baugut. Jako zdroj vody (namísto nově budovaného rybníka u Suchého Vrbného) navrhl vést vltavskou vodu s využitím vodárenské věže. Na náměstí doporučil zvýšit terén a vyzdvihnout tím kašnu o dva lokty, aby odtud mohla voda samospádem proudit do dalších městských kašen. Hlavní kašna pak měla být oproti původnímu návrhu zvětšena našíř o tři lokty, aby proporčně odpovídala náměstí. Konečný návrh technického řešení s ohledem na Baugutovy vstupy vypracoval schwarzenberský stavitel Pavel Kolečný tehdy sídlící v Třeboni. Kamenickými pracemi byl pověřen budějovický mistr Zachariáš Horn, sochařskou výzdobou pak Josef Dietrich (působící od roku 1710 v Budějovicích), který je autorem i dalších sochařských děl ve městě. Vlastní práce na kašně probíhaly v letech 1721–1727.
Zhruba čtyřmetrovou okrouhlou mušli k zachycování vody vytesal mistr Horn přímo v kamenolomu na svahu hory Kohout u Dobrkovské Lhotky, odkud byla roku 1719 dopravena do města. Nejprve se rozlomil vůz, takže musel být vyroben nový a během cesty bylo potřeba průběžně řešit problémy od střídání koní (kterých bylo využito celkem 77), přes odstraňování plotů až po vybourání průjezdu Svinenské brány a následného dozdění. Hornovou prací jsou i čtyři ozdobné vázy a kamenné sloupky okolo kašny. Josef Dietrich vytesal plastiku Samsona krotícího lva, čtyři atlanty podpírající mušli a čtyři chrliče vody.
Voda byla do kašny čerpána z Vltavy, na jejímž pravém břehu byla za tímto účelem vybudována Vodárenská věž, dokončená roku 1724. Potrubí odtud přivádělo vodu do města pod hladinou Vltavy, což byl v tehdejší době značný technický úspěch. Svému praktickému poslání sloužila kašna velmi dlouho, a to i v zimních obdobích, kdy byla přikrývána, aby voda nezamrzala ani při velmi nízkých teplotách.
V polovině 19. století nebo začátkem 20. století došlo k zásahu bleskem, který soše Samsona urazil část tváře a celou ruku. Dobová neodborná oprava spočívala v náhradě tváře zinkovým plechem pokrytým vápennou maltou. Neodborně byla připevněna i ruka. Tyto zásahy byly opraveny až během restaurování v roce 1990.

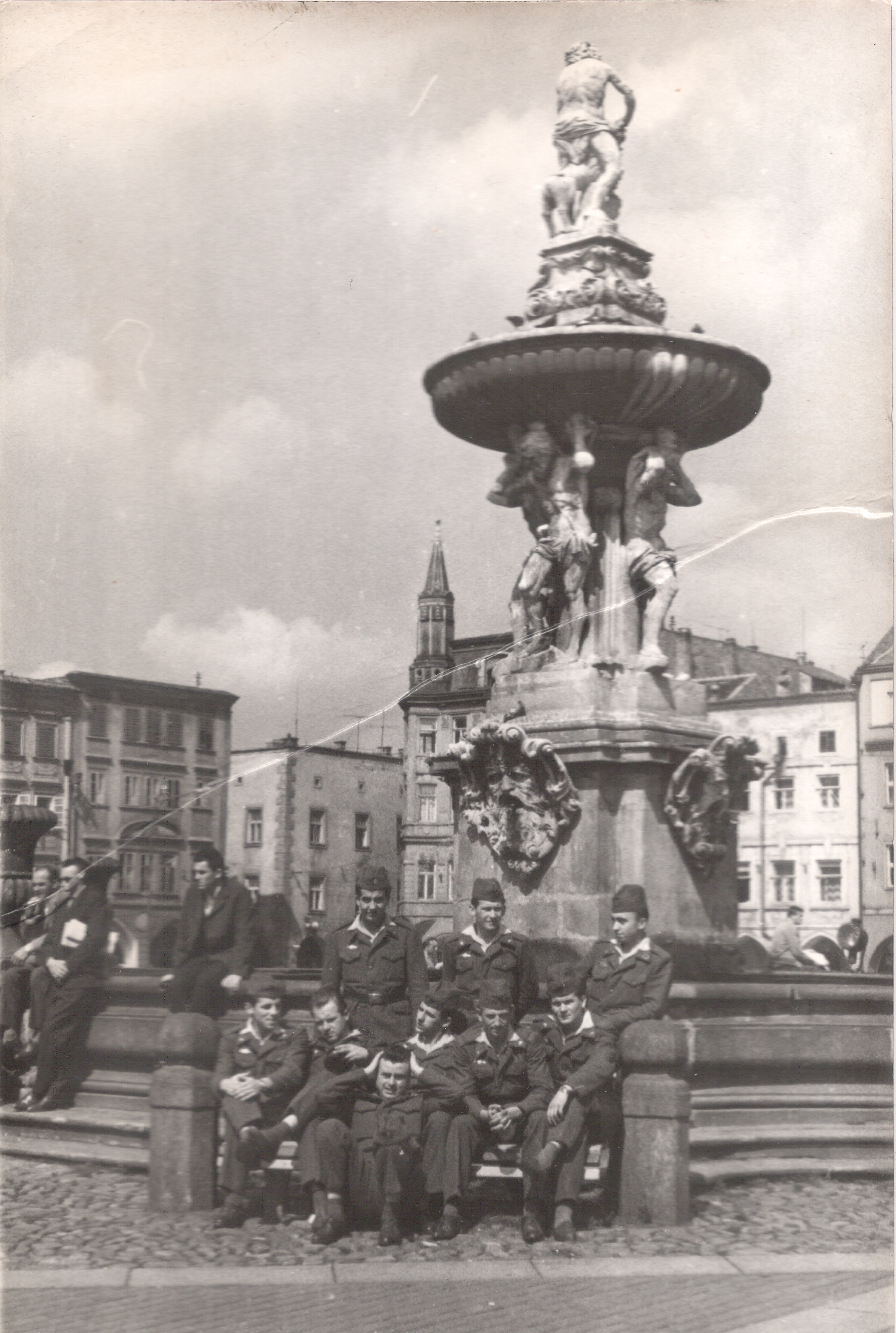
Vojáci z VÚ 2701 u Samsonovy kašny

## Současnost
V roce 1990 prošla kašna rekonstrukcí, na níž se podíleli sochaři Ivan Tlášek, Ladislav Krnínský a Ondřej Nosek. Původní sochy byly nahrazeny kopiemi od Ivana Tláška. Originální sochařská díla z kašny jsou nyní na českobudějovické radnici, Samson v přízemí a čtveřice chrličů na nádvoří.
Další rekonstrukce a opravy proběhly v letech 2015 a 2025.

## Technické údaje
Vnitřní průměr osmiúhelníkové kašny má cca 15 m, objem je 237 m³, z toho využitelných 200 m³.

## Kontroverze

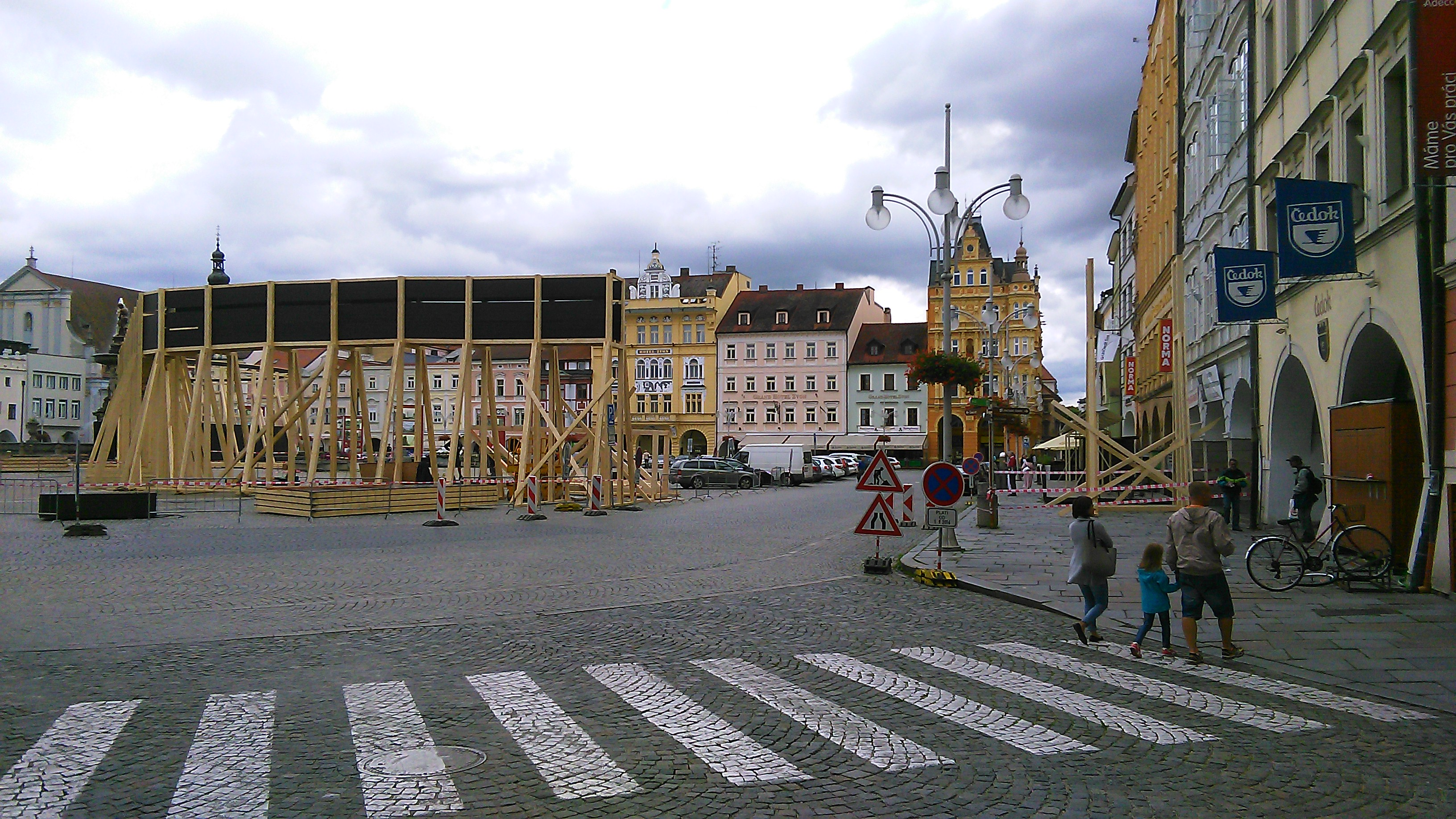
Zakrývání kašny

Poloha uprostřed náměstí dělá z kašny jeden ze symbolů města, a proto je čas od času využita i jiným způsobem, což není vždy kladně přijímáno veřejností:
Na jaře 2015 bojoval českobudějovický hokejový klub o postup do extraligy. Během baráže byla socha Samsona oblečena do hokejového dresu.
V září 2016 byla kašna zakryta v rámci výstavy Vnímání kruhovou stěnou a byla přístupná pouze po lávce z pořádajícího Domu umění.